# OpenCV
的全称是，是一个跨平台的计算机视觉库。是由英特尔公司发起并参与开发，以BSD许可证授权发行，可以在商业和研究领域中免费使用。OpenCV可用于开发实时的图像处理、计算机视觉以及模式识别程序。2011年起，OpenCV开始支持GPU实时加速运算。

## 历史
OpenCV项目最早由英特尔公司于1999年启动，致力于CPU密集型的任务，是一个包括如光线追踪和3D显示的计划的一部分。早期OpenCV的主要目标是

- 为推进机器视觉的研究，提供一套开源且优化的基础库。不重造轮子。

- 提供一个共同的基础库，使得开发人员的代码更容易阅读和转让，促进了知识的传播。

- 透過提供不需要开源或免费的软件许可，促进商业应用软件的开发。

OpenCV的第一个预览版本于2000年在国际计算机视觉与模式识别会议公开，並且陸續提供了五個測試版本。1.0版本於2006年發布。
OpenCV的第二个主要版本是2009年10月的OpenCV 2.0。该版本的主要更新包括C++接口，更容易、更类型安全的模式，新的函式，以及对现有实现的优化（特别是多核心方面）。现在每6个月就会有一个官方版本，并由一个商业公司赞助的独立小组进行开发。
在2012年8月，OpenCV的營運由一个非營利組織（OpenCV.org）来提供，并保留了一個开发者网站和用户网站。

## 应用领域
OpenCV可用于解决如下领域的问题：
- 增强现实
- 人脸识别
- 手势识别
- 人机交互
- 动作识别
- 运动跟踪
- 物体识别
- 图像分割
- 机器人

## 编程语言
OpenCV用C++语言编写，它的主要接口也是C++语言，但是依然保留了大量的C语言接口。该库也有大量的Python、Java和MATLAB/OCTAVE（版本2.5）的接口。这些语言的API接口函数可以透過在线文档取得。现在也提供对于C#、Ch的支持。在 3.4 版本中，釋出了OpenCV函數的JavaScript綁定，稱為OpenCV.js。

## 硬件加速
如果OpenCV在系统中找到了英特尔集成性能原语，它就会使用优化的例程去加速运行。
以CUDA为基础的圖形處理器（GPU）接口于2010年9月起开展。
以OpenCL为基础的GPU接口则从2012年10月起开启，2.4.13.3版的相关文件可以在docs.opencv.org阅览。

## 操作系统支持
OpenCV可以在Windows、Android、Maemo、FreeBSD、OpenBSD、iOS、Linux和Mac OS等平台上运行。另外也可以在行動裝置的系統上運行，諸如：Android, iOS, Maemo, BlackBerry 10 以及 QNX.使用者可以在Github获得官方版本，或者从Git获得开发版本。OpenCV使用CMake。

### Windows
在Windows上编译OpenCV中与摄像输入有关部分时，需要DirectShow SDK中的一些基类。该SDK可以从预先编译的Microsoft Platform SDK (or DirectX SDK 8.0 to 9.0c / DirectX Media SDK prior to 6.0)的子目录Samples\Multimedia\DirectShow\BaseClasses获得。